# Jean Baptiste Kléber
Jean Baptiste Kléber (Estrasburgo, 9 de março de 1753 – Cairo, 14 de junho de 1800) foi um general francês durante as Guerras revolucionárias francesas. Sua carreira militar começou a serviço dos Habsburgo, mas sua ascendência plebeia prejudicou suas oportunidades. Posteriormente, em 1791, ele se ofereceu para o exército francês subindo na hierarquia militar rapidamente.
Kléber havia servido na Renânia durante a guerra da Primeira Coalizão, e também suprimiu a revolta de Vendeia. Retirou-se à vida privada após o Tratado de Campoformio, mas voltou ao serviço militar para acompanhar Napoleão Bonaparte na campanha do Egito em 1798-99. Quando Napoleão deixou o Egito para retornar à Paris, ele nomeou Kléber como comandante das forças francesas. Ele foi assassinado por um estudante no Cairo em 1800.
Um arquiteto treinado, Kléber, em tempos de paz, projetou vários edifícios.

## Biografia

### Início de carreira
Kléber nasceu em Estrasburgo, onde seu pai trabalhava como mestre construtor. Ele se engajou brevemente em 1769 no 1º Regimento de Hussardos, mas renunciou para estudar, de 1770 a 1774, arquitetura, parcialmente em Paris com Jean Chalgrin. Sua oportuna assistência a dois nobres alemães em uma briga de taverna obteve por ele a indicação para a escola militar de Munique. Com esta educação, obteve uma comissão no regimento Kaunitz do exército Imperial, participou na Guerra da Sucessão da Baviera, mas não viu grandes combates, pois estava estacionado alternadamente nas guarnições de Mons, Mechelen e Luxemburgo na Holanda austríaca. Ele renunciou à sua comissão em 1783 ao descobrir que seu nascimento humilde atrapalhava suas chances de promoção.
Ao retornar à França, ele recebeu a nomeação de inspetor de edifícios públicos em Belfort, onde estudou fortificação e ciências militares.

### Guerras Revolucionárias Francesas
Em 1792, ele se alistou nos voluntários de Haut-Rhin. Graças a seus conhecimentos militares, ele foi eleito imediatamente como ajudante e logo depois como tenente-coronel. Na defesa de Mainz (julho de 1793) ele se distinguiu tanto que, embora caído em desgraça junto com o resto da guarnição e preso, ele prontamente ganhou a reintegração e se tornou em agosto de 1793 um général de brigade. Ele ganhou uma distinção considerável na supressão dos Vendéans e, dois meses depois, foi promovido a général de division. Nessas operações começou sua intimidade com Marceau, com quem derrotou os monarquistas em Le Manse Savenay. Quando ele expressou abertamente sua opinião de que os Vendéans mereciam medidas brandas, as autoridades o chamaram de volta; mas o restabeleceu mais uma vez em abril de 1794 e o enviou ao Armée de Sambre-et-Meuse.
Ele mostrou sua habilidade e bravura nas inúmeras ações ao redor de Charleroi, e especialmente na vitória culminante de Fleurus (26 de junho de 1794), após a qual no inverno de 1794-1795 ele sitiou Mainz. Em 1795 e novamente em 1796, ele ocupou o comando principal de um exército temporariamente, mas recusou uma nomeação permanente como comandante-chefe. Em 13 de outubro de 1795, ele travou uma brilhante ação de retaguarda na ponte de Neuwied e, na campanha ofensiva de 1796, serviu como o tenente mais ativo e bem-sucedido de Jourdan, com sua vitória em Siegburg em 1 de junho daquele ano, permitindo que Jourdan conseguisse o grosso da força francesa através do Reno.

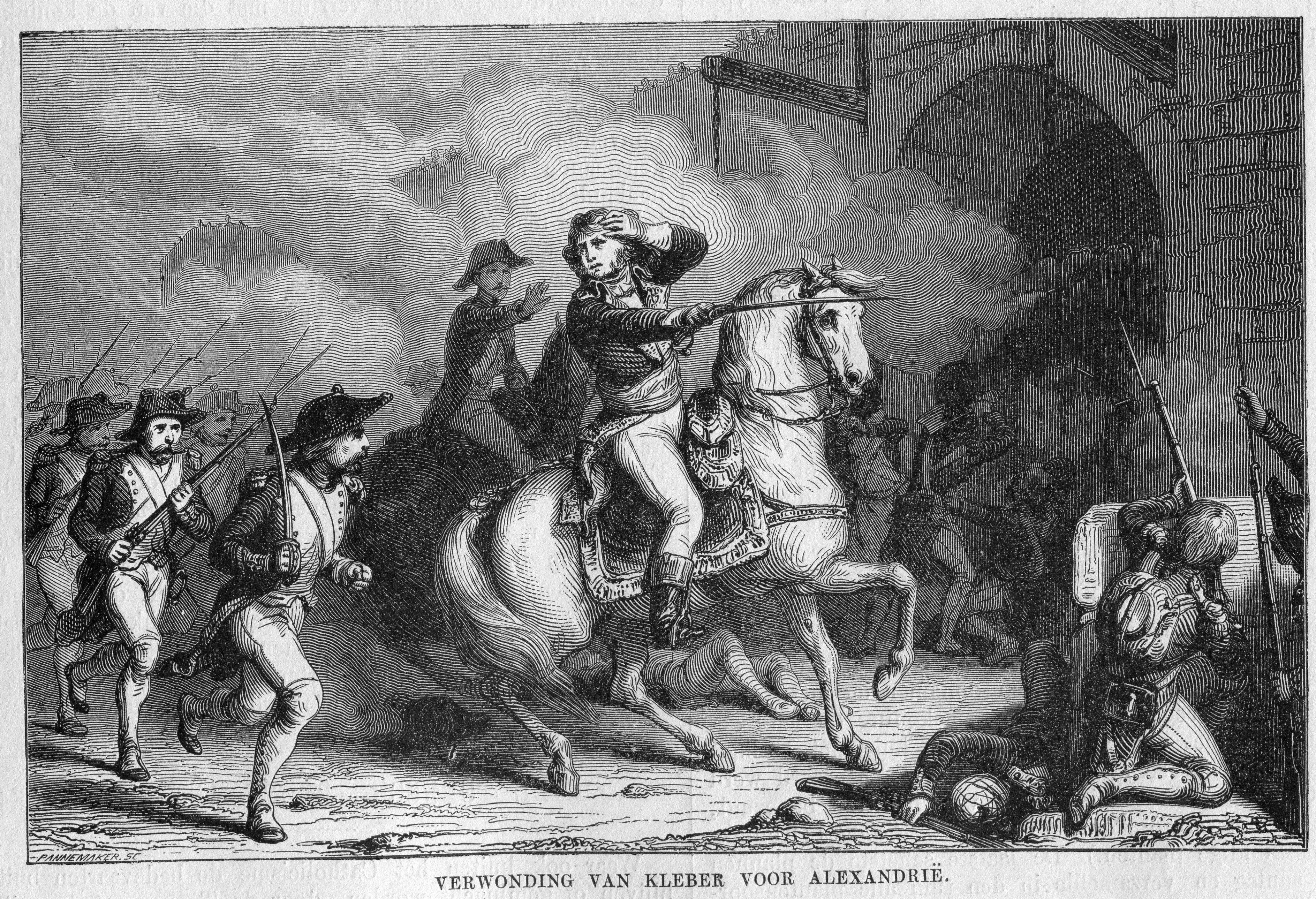
Kléber ferido na frente de Alexandria, gravura de Adolphe-François Pannemaker.

### Campanha egípcia
Após a retirada para o Reno, ele novamente recusou um comando principal e retirou-se para a vida privada no início de 1798. Ele aceitou uma divisão na expedição ao Egito sob Bonaparte, mas sofreu um ferimento na cabeça em Alexandria no primeiro confronto, o que impediu sua participação adicional na campanha das Pirâmides, e causou sua nomeação como governador de Alexandria. Na campanha síria de 1799, entretanto, ele comandou a vanguarda, tomou El-Arish, Gaza e Jaffa, e conquistou a grande vitória do Monte Tabor em 15-16 de abril de 1799.
Quando Napoleão retornou à França no final de 1799, ele deixou Kléber no comando das forças francesas. Nesta posição, não vendo esperança de trazer seu exército de volta à França ou de consolidar suas conquistas, ele negociou a Convenção de El-Arish (24 de janeiro de 1800) com o Comodoro Sidney Smith, ganhando o direito a uma evacuação honrosa do Exército francês. Quando o almirante Lord Keith se recusou a ratificar os termos, Kléber atacou os turcos na Batalha de Heliópolis. Embora ele tivesse apenas 10 000 homens contra 60 000 turcos, as forças de Kléber derrotaram totalmente os turcos em 20 de março de 1800. Ele então reassumiu o Cairo, que se revoltou contra o domínio francês. 
Kléber, filho de um pedreiro operativo e proeminente maçom, foi comprovadamente instrumental em trazer a maçonaria para o Egito. Enquanto negociava com Sidney Smith em janeiro de 1800, Kléber abriu um templo maçônico no Cairo e criou a loja Ísis (La Loge Isis), servindo como seu primeiro mestre.

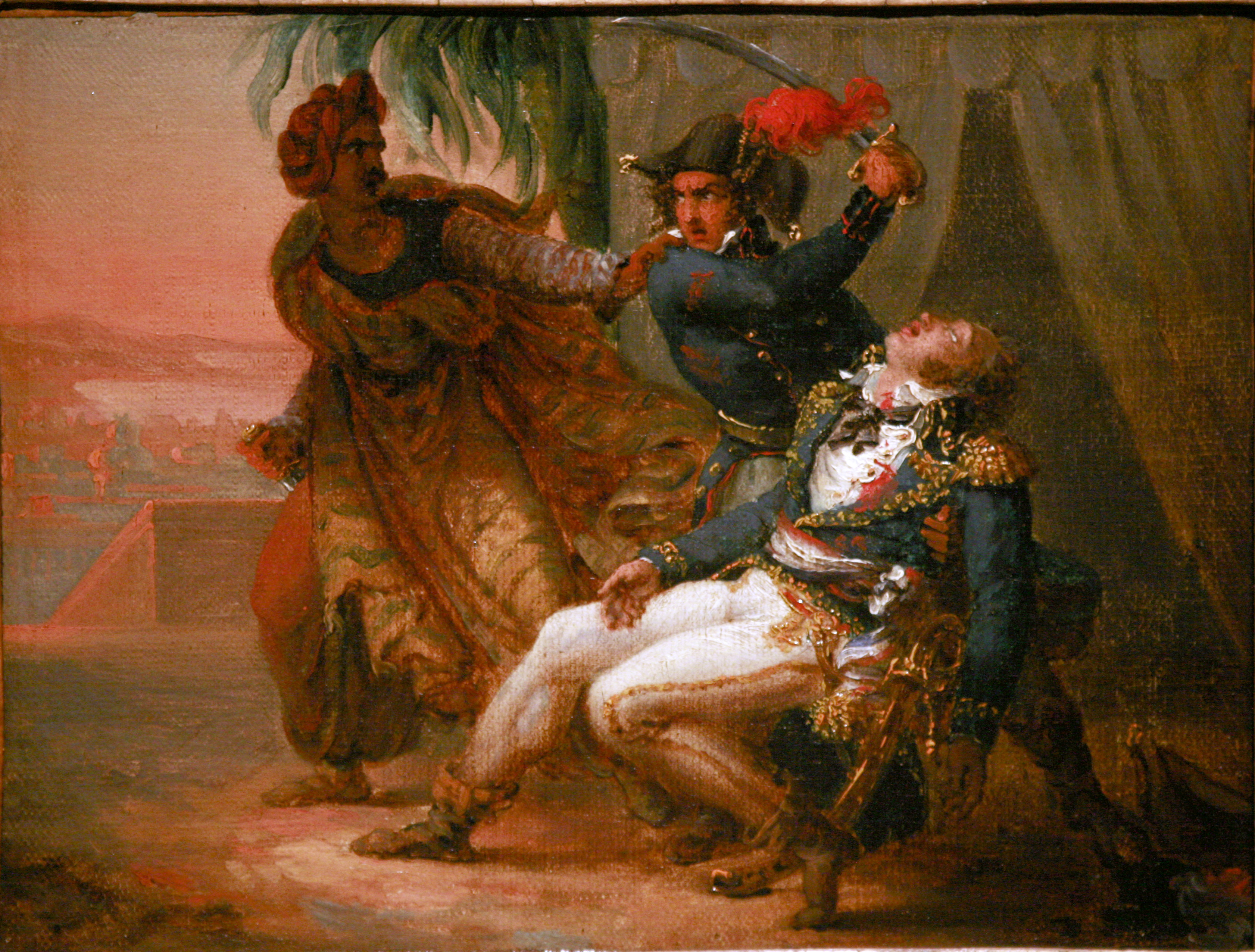
Assassinato de Kléber, pintura no Musée historique de Estrasburgo.

### Assassinato
Pouco depois dessas vitórias, enquanto Kléber caminhava no jardim do palácio de Alfi bika, ele foi esfaqueado por Suleiman al-Halabi, um estudante curdo ou árabe sírio que vivia no Egito. O assassino parecia implorar a Kléber, mas então pegou sua mão e o esfaqueou no coração, estômago, braço esquerdo e bochecha direita, antes de fugir para se esconder perto do palácio. Ele logo foi capturado, ainda com a adaga que havia usado para matar Kléber, e mais tarde foi executado. O assassinato aconteceu no Cairo em 14 de junho de 1800, coincidentemente no mesmo dia em que o amigo e camarada de Kléber, Desaix, caiu em Marengo. O braço direito do assassino foi queimado e ele foi empalado em uma praça pública no Cairo e sofreu por várias horas para morrer. O crânio de Suleiman foi enviado para a França e usado para ensinar a estudantes de medicina franceses o que as autoridades francesas alegaram serem as características cranianas que indicam "crime" e "fanatismo".

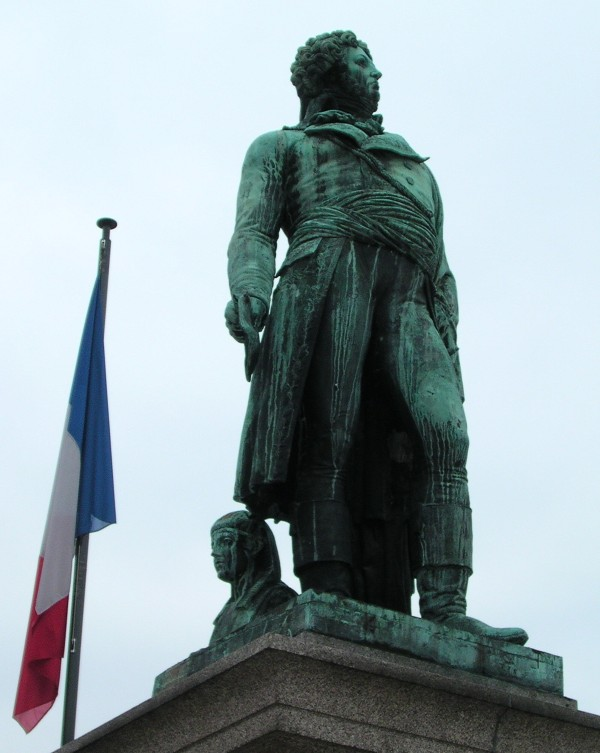
Estátua de Kléber na Place Kléber em Estrasburgo.

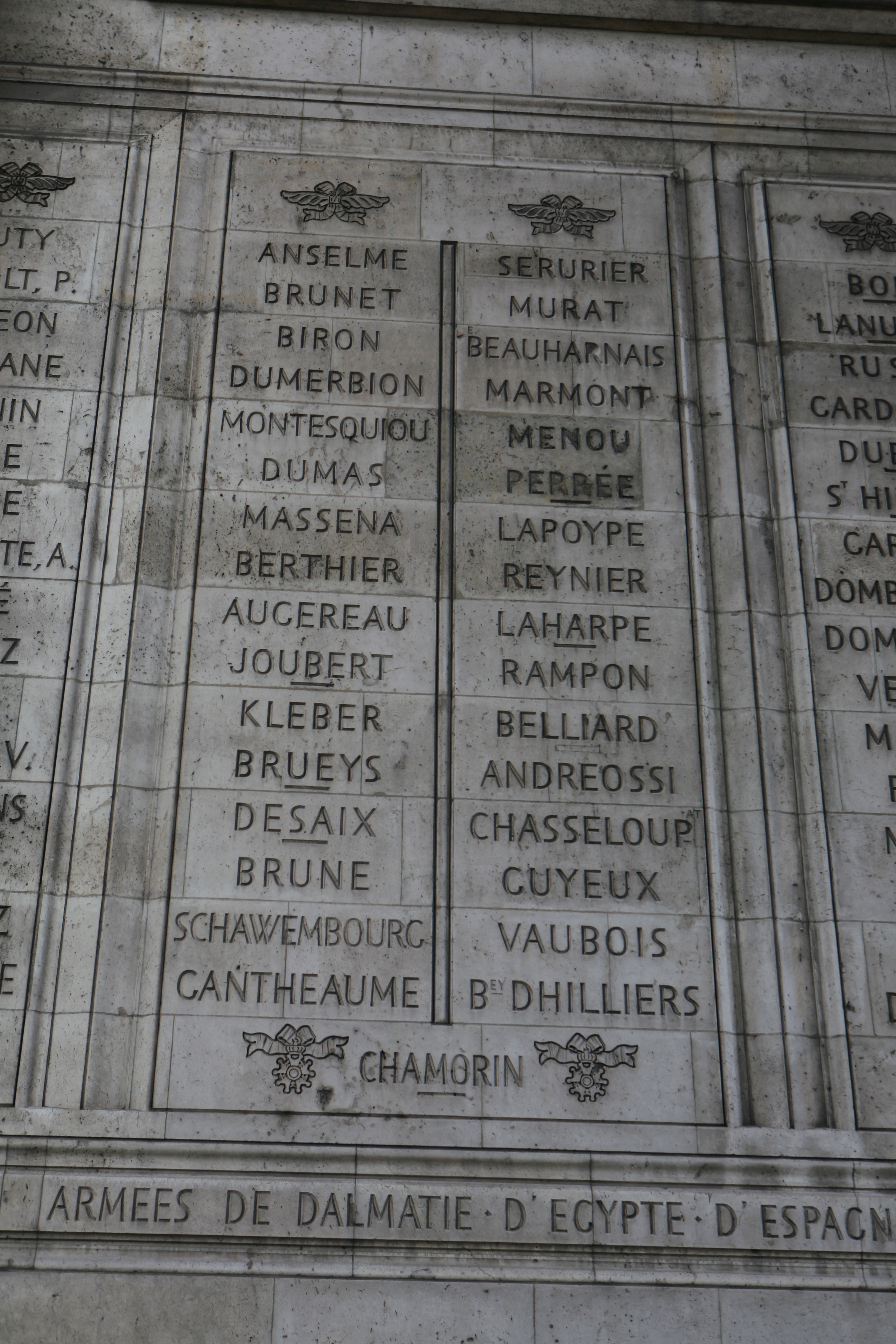
O nome de Kléber inscrito no Arco do Triunfo em Paris.

### Enterro
Após seu assassinato, o corpo embalsamado de Kléber foi repatriado para a França. Temendo que seu túmulo se tornasse um símbolo do republicanismo, Napoleão ordenou que fosse mantido no Château d'If, em uma ilha perto de Marselha. Ficou lá por 18 anos até que Luís XVIII concedeu a Kléber um local de sepultura em sua cidade natal, Estrasburgo. Ele foi enterrado em 15 de dezembro de 1838 abaixo de sua estátua localizada no centro da Place Kléber. Seu coração está em uma urna no caveau dos Governadores sob o altar da Capela de Saint Louis em Les Invalides, Paris. O nome de Kléber está inscrito na coluna 23 no pilar sul do Arco do Triunfo.

## Avaliação
Kléber emergiu sem dúvida como um dos maiores generais da época revolucionária francesa. Embora ele desconfiasse de seus poderes e recusasse a responsabilidade do comando supremo, não há nada em sua carreira que mostre que ele teria sido desigual. Como segundo em comando, nenhum general de sua época o superou. Sua conduta no Egito, numa época em que o tesouro estava vazio e as tropas estavam descontentes por falta de pagamento, mostra que seus poderes como administrador eram pouco ou nada inferiores aos que possuía como general.

## Arquiteto

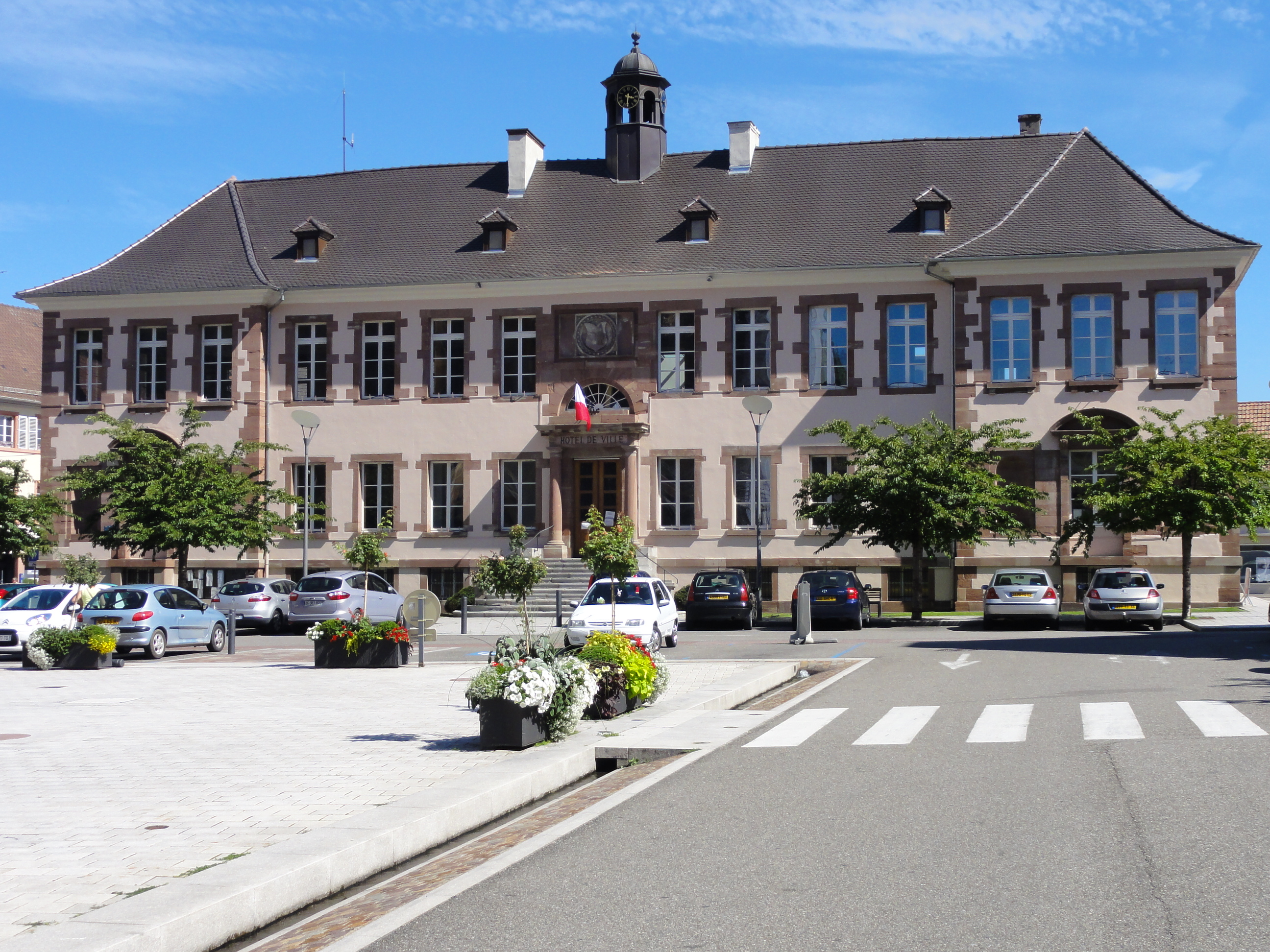
Prefeitura de Thann.

Entre 1784 e 1792, Kléber projetou vários edifícios por encomenda pública e privada. Talvez o mais notável seja a atual prefeitura de Thann, Haut-Rhin (1787–1793), que foi originalmente projetada como um hospital, mas se transformou em um prédio administrativo antes de sua conclusão. Outros edifícios sobreviventes são o castelo de Grandvillars (muitas vezes escrito erroneamente "Granvillars"), construído por volta de 1790 e as casas canônicas da abadia beneditina de Masevaux (1781-1790). Nove dessas casas foram planejadas, mas devido à Revolução Francesa, apenas sete foram construídas. O Musée historique de Strasbourg possui uma sala dedicada a Jean-Baptiste Kléber, que também exibe uma série de seus esboços e projetos arquitetônicos.